# Lo de Marcos
Lo de Marcos és un poble de Mèxic pertanyent al municipi de Bahía de Banderas, a l'estat de Nayarit, a 700 km al nord-oest de la Ciutat de Mèxic.
El mes més càlid és el maig, amb una temperatura mitjana de 26 °C, i el més fred és el gener, amb 20 °C. El mes més plujós és el setembre, amb una mitjana de 341 mm de precipitació, i el més sec és l'abril.